# Goubla
Goubla är en ort i Burkina Faso.   Den ligger i regionen Centre-Sud, i den centrala delen av landet, 70 km söder om huvudstaden Ouagadougou. Goubla ligger 299 meter över havet och antalet invånare är 512.
Terrängen runt Goubla är platt. Runt Goubla är det ganska tätbefolkat, med 56 invånare per kvadratkilometer.. Närmaste större samhälle är Binsboumbou, 14,0 km norr om Goubla.
Omgivningarna runt Goubla är en mosaik av jordbruksmark och naturlig växtlighet.